# Trụ ốc (ốc tai xương)
Trụ ốc (tiếng Anh: Modiolus) là một trục xương hình nón trong ốc tai xương. Trụ ốc gồm xương xốp và ốc tai xương. ở người, trụ ốc quay khoảng 2,75 vòng quanh trục trung tâm. Dây thần kinh ốc tai và hạch xoắn nằm ở bên trong một ống nhỏ chạy dọc, gọi là các ống dọc trụ ốc (canales longitudinales modioli). Dây thần kinh ốc tai dẫn truyền xung động từ các thụ thể nằm trong ốc tai.
Ốc tai có một trụ và từ trụ này có mảnh xoắn xương nhô dính với ống ốc tai ngăn ốc tai ra làm hai phần: phần trên là thang tiền đình và phần dưới là thang nhĩ. Hai thang này chỉ thông nhau ở đỉnh ốc tai, nơi đó gọi là khe xoắn ốc. Từ đáy tới đỉnh dài 5mm và chiều ngang đáy là 9mm. Đỉnh hướng ra trước ngoài. Một phần vòng đáy ốc tai đẩy thành trong hòm như lồi lên tạo nên ụ nhô. Nhìn chung đáy ốc tai nằm đối diện với đáy ống tai trong.
- Ụ nhô là một lồi tròn do vòng thứ nhất của ốc tai tạo nên. Trên mặt ụ nhô có những rãnh nhô, rãnh gò nhô, cho các nhánh của đám rối nhĩ thuộc thần kinh nhĩ và nhánh của thần kinh lưỡi hầu nằm.
- Cửa sổ ốc tai hay cửa sổ tròn ở sau ụ nhô, được đậy bởi màng nhĩ phụ.
- Cửa sổ tiền đình hay cửa sổ bầu dục ở phía sau trên ụ nhô có nền xương bàn đạp lắp vào. Hõm nằm giữa cửa sổ tiền đình và cửa sổ ốc tai gọi là xoang nhĩ, liên quan với đoàn bóng của ống bán khuyên sau.
- Lồi thần kinh mặt do đoạn 2 của ống thần kinh mặt tạo nên, chạy từ trước ra sau ở phía trên cửa sổ tiền đình, rồi uốn cong xuống thành chính của hòm nhĩ. Lớp xương bọc thần kinh mặt ở đây có thể rất mỏng, nên khi bị viêm tai giữa, thần kinh mặt có thể bị tổn thương.
- Lồi ống bán khuyên ngoài nằm phía trên lồi ống thần kinh mặt.
- Mỏm hình ốc (mỏm thìa): phía trước trên ụ nhô, có gân cơ căng màng nhĩ thoát ra ở đỉnh chỏm.

Cấu tạo của ốc tai gồm có trụ ốc tai, ống xoắn ốc và mảnh xoắn xương.
- Trụ ốc: là một trục xương hình nón, trung tâm ốc tai đi từ đỉnh tới đáy ốc. Đáy trụ tương ứng với đáy ốc tai. Trong lòng trụ có những ống nhỏ chạy dọc để các sợi thần kinh ốc tai đi qua, gọi là các ống dọc của trụ ốc.
- Ống xoắn ốc: là một ống dài 30mm, đường kính giảm dần từ đáy cho tới đỉnh, quấn 2 vòng rưỡi quanh trụ ốc tai. Nơi tận hết của ống tạo nên đỉnh ốc tai. Vòng đáy của ống xoắn ốc có một phần nhô vào thành trong hòm nhĩ, tạo thành ụ nhô và có cửa sổ ốc tai thông với hòm nhĩ, có màng nhĩ phụ đậy. Vùng đáy của ống xoắn ốc thông với tiền đình xương và còn có một lỗ mở vào cống ốc tai, cống này dẫn tới một lỗ ở mặt dưới phần đá xương thái dương.
- Mảnh xoắn xương: là một mảnh xương mỏng nhô ra từ trụ ốc tai và quấn quanh trụ, theo một đường xoắn ốc (như đường gờ của đinh vít). Mảnh xoắn xương có 2 bờ, một bờ dính vào trụ ốc tai, một bờ tự do nhô vào trong lòng ống xoắn ốc chia dở chừng lòng ống thành 2 tầng: tầng tiền đình ở trên và tầng màng nhĩ ở dưới. Trên người sống, từ bờ tự do của mảnh xoắn xương tới thành ngoài ống xoắn ốc có màng nền ngăn cách tiếp phần còn lại giữa 2 tầng.

Bề rộng của mảnh xoắn xương cũng giảm dần từ đáy tới đỉnh ốc tai. Ở đỉnh ốc tai, mảnh xoắn ốc tận hết một mỏm hình móc gọi là móc mảnh xoắn. Giữa đỉnh ống xoắn ốc và móc mảnh xoắn có một khe hở, gọi là khe xoáy ốc, qua đó tầng tiền đình thông với tầng màng nhĩ. Dọc theo bờ tự do làm thành rãnh của mảnh xoắn xương có một loạt những lỗ rất nhỏ mở vào một loạt ống nhỏ chạy ngang qua bề dày của mảnh xoắn, từ bờ tự do đến bờ dính của mảnh, cho các sợi thần kinh ốc tai đi qua và liên tiếp với các ống dọc của trụ ốc. Dọc theo những điểm chuyển tiếp liên tiếp nhau giữa 2 hệ thống ống ngang và dọc nghĩa là dọc theo bờ dính vào trụ ốc của mảnh xoắn ốc là một ống gọi là ống xoắn trụ ốc để cho các hạch xoắn ốc tai nằm trong.
Mê nhĩ màng hay mê đạo màng là một hệ thống ống và túi màng ngâm trong ngoại dịch chứa đầy nội dịch nằm trong mê đạo xương và nhỏ hơn mê đạo xương rất nhiều. Mê đạo màng bao gồm: mê đạo tiền đình và mê đạo ốc tai.
Mê đạo ốc tai là một ống màng, dài 32 cm, nằm trong ống xoắn ốc xương, dọc theo khoảng giữa thành ngoài của ống này và bờ tự do của mảnh xoắn xương. Ống ốc tai màng cũng xoắn 2 vòng rưỡi như ống xoắn ốc xương, bên trong có chứa nội dịch và cùng với mảnh xoắn xương tạo thành một vách kín, chia khoang ngoại dịch ở trong ống xoắn ốc xương thành 2 tầng: tầng tiền đình và tầng màng nhĩ. Trên thiết đồ cắt ngang của ống ốc tai màng có hình tam giác, với 3 thành: thành màng nhĩ, thành tiền đình và thành ngoài.
- Thành màng nhĩ của ống ốc tai: chủ yếu là mảnh nền hay màng nền, được cấu tạo bởi những thớ sợi căng từ bờ tự do của mảnh xoắn xương tới thành ngoài ống xoắn ốc. Nằm trên mảnh nền là một loạt các cấu trúc thượng mô dày lên biệt hoá cao độ, tạo nên cơ quan xoắn ốc (cơ quan Corti), nơi nhận cảm thính giác của các sợi thần kinh ốc tai.
- Thành ngoài của ống ốc tai: được tạo nên bởi phần dày lên của màng xương ở thành ngoài của ống xoắn ốc, gọi là mào xoắn hay dây chằng xoắn. Phần mào xoắn lồi vào bên trong ống xoắn ốc ở bờ ngoài mảnh nền, gọi là mào nền cho màng nền bám.
- Thành tiền đình của ốc tai: được tạo nên bởi 1 màng mỏng đi từ màng xương phủ mảnh xoắn xương tới thành ngoài của ống xoắn ốc, gọi là màng tiền đình.

Nhánh ốc tai chia thành 12 - 14 nhánh nhỏ chạy theo các ống ở trong trụ ốc, cấp máu cho trụ, mảnh xoắn xương và mảnh nền. Các nhánh nhỏ này tạo nên cuộn tiểu động mạch ốc tai. Nhánh tiền đình cấp máu cho soan nang, cầu nang và các ống bán khuyên. Tĩnh mạch: các nhánh tiền đình đi kèm động mạch và nhận tĩnh mạch xoắn trụ ốc ở nền trụ ốc, tạo nên các tĩnh mạch mê đạo, các tĩnh mạch mê đạo tận hết ở phần sau xoang tĩnh mạch đá trên hoặc trong xoang ngang.
Thần kinh tiền đình ốc tai đi vào ống tai trong thì phân chia thành 2 nhánh chính: phần ốc tai đi đến cơ quan xoắn ốc, đảm nhận chức năng nghe. Phần tiền đình vào các ống bán khuyên, soan nang và cầu nang, đảm nhận chức năng thăng bằng.
Nghe chính là chức năng của ốc tai: Khi loa tai tập trung những sóng âm trong không khí và hướng sóng âm đi dọc ống tai ngoài tới màng nhĩ, làm cho màng nhĩ rung lên. Rung động cơ học của màng nhĩ được chuỗi xương con truyền tới cửa sổ tiền đình. Chuyển động lắc qua lắc lại của xương bàn đạp ở cửa sổ tiền đình tạo nên những sóng rung động trong ngoại dịch. Sóng này lan toả qua ngoại dịch của thang tiền đình tới vòm ốc tai rồi tới ngoại dịch ờ thang nhĩ và cuối cùng trở về chỗ mờ thông của ốc tai với tai giữa (cửa sổ ốc tai), làm rung động màng nhĩ phụ. Sóng rung động của ngoại dịch ấn lõm ống ốc tai, gây nên sóng rung động của nội dịch. Rung động của nội dịch kích thích các tế bào thượng mô thần kinh của cơ quan xoắn. Những xung động thần kinh từ cơ quan xoắn được phần ốc tai của thần kinh sọ VIII truyền về não cho ta nhận biết về âm thanh đã phát ra.